# Гофгайм (Баварія)
Гофгайм (нім. Hofheim) — місто в Німеччині, розташоване в землі Баварія. Підпорядковується адміністративному округу Нижня Франконія. Входить до складу району Гасберге. Центр об'єднання громад Гофгайм-ін-Унтерфранкен.
Площа — 56,35 км2. Населення становить 5097 ос. (станом на 31 грудня 2020).

## Галерея

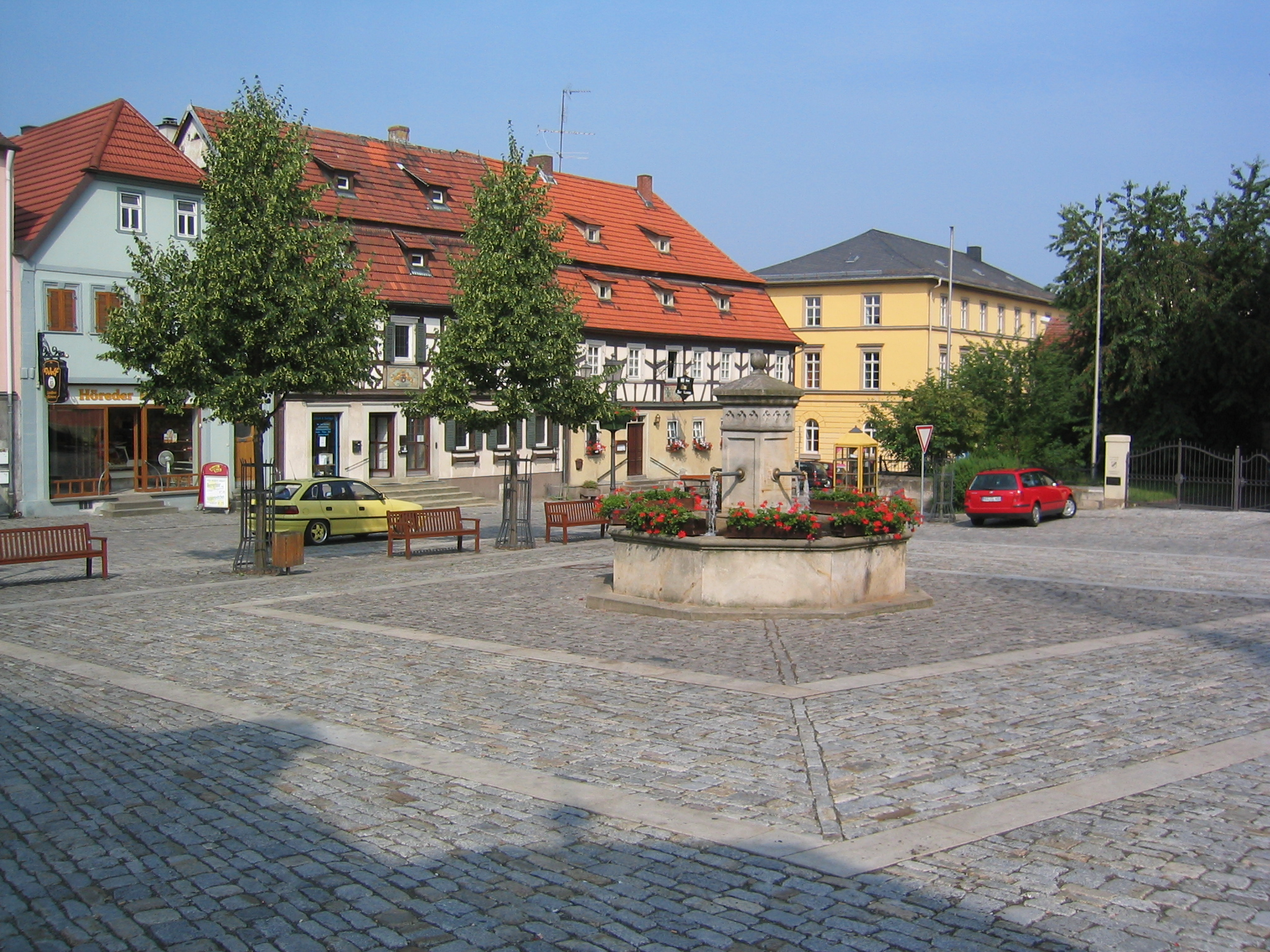
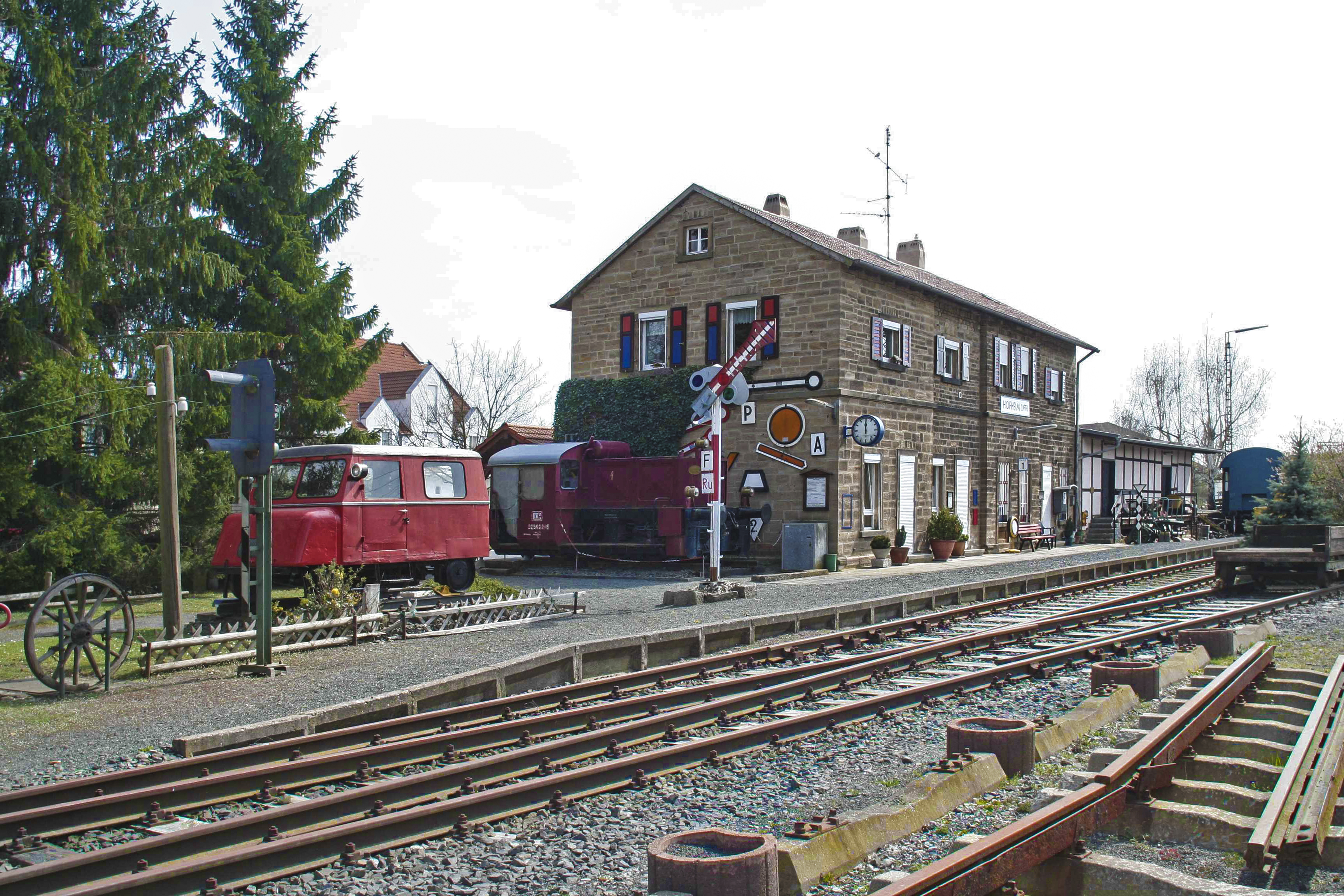
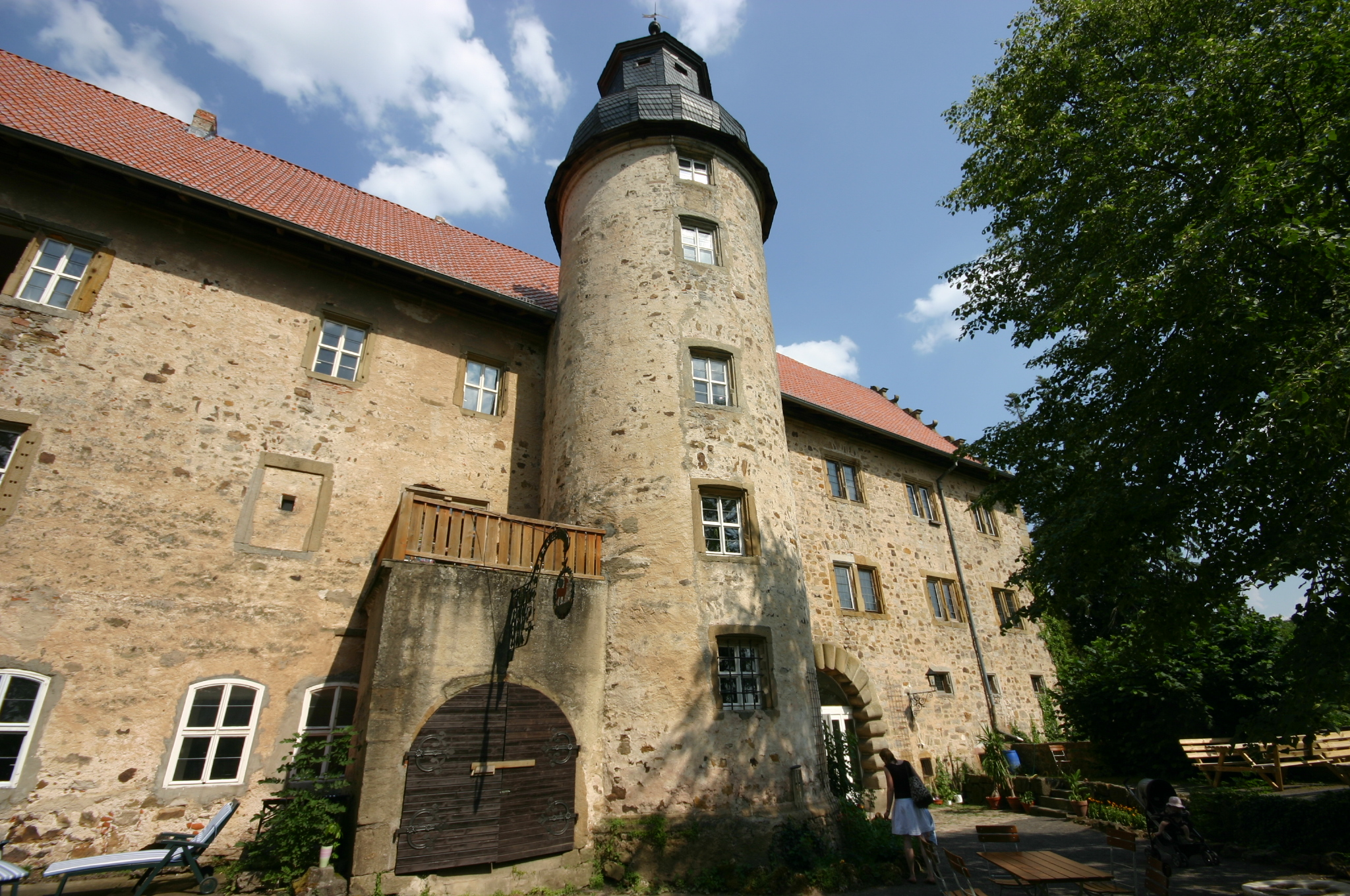